# Sirishov

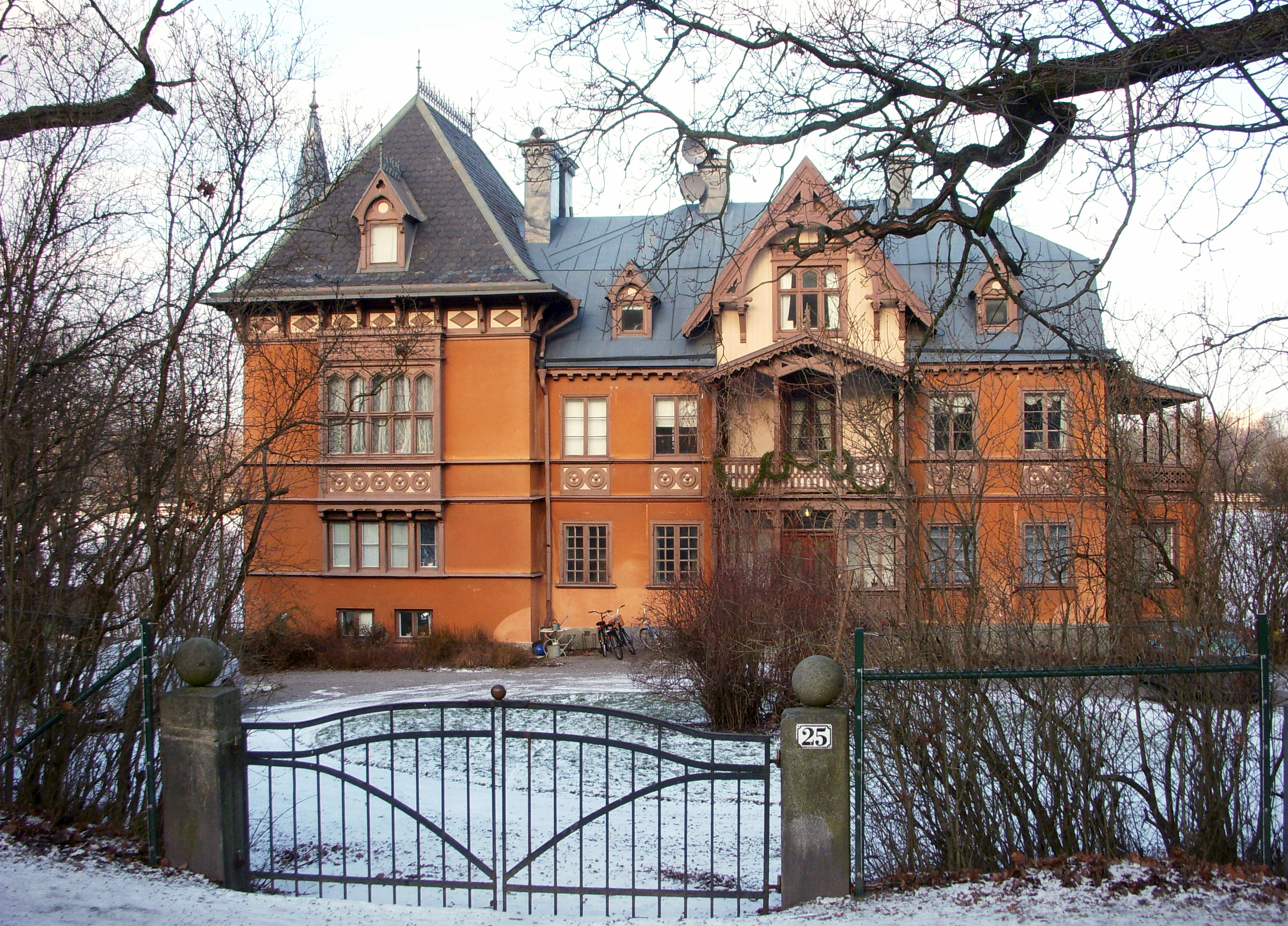
Sirishov, fasad mot Rosendalsvägen, februari 2009.

Sirishov (även Sirishof) är en villa vid Rosendalsvägen 25–27 inte långt från Rosendals slott på Södra Djurgården i Stockholm. Sirishov ligger på Södra Djurgårdens norrsida med utsikt över Djurgårdsbrunnsviken. Villan är i sin äldsta del från 1760-talet och byggnadsminnesförklarad sedan 23 oktober 1989. Byggnaden är blåmärkt av Stadsmuseet i Stockholm, vilket innebär "att bebyggelsen bedöms ha synnerligen höga kulturhistoriska värden".

## Cossvatorpet och Matshof

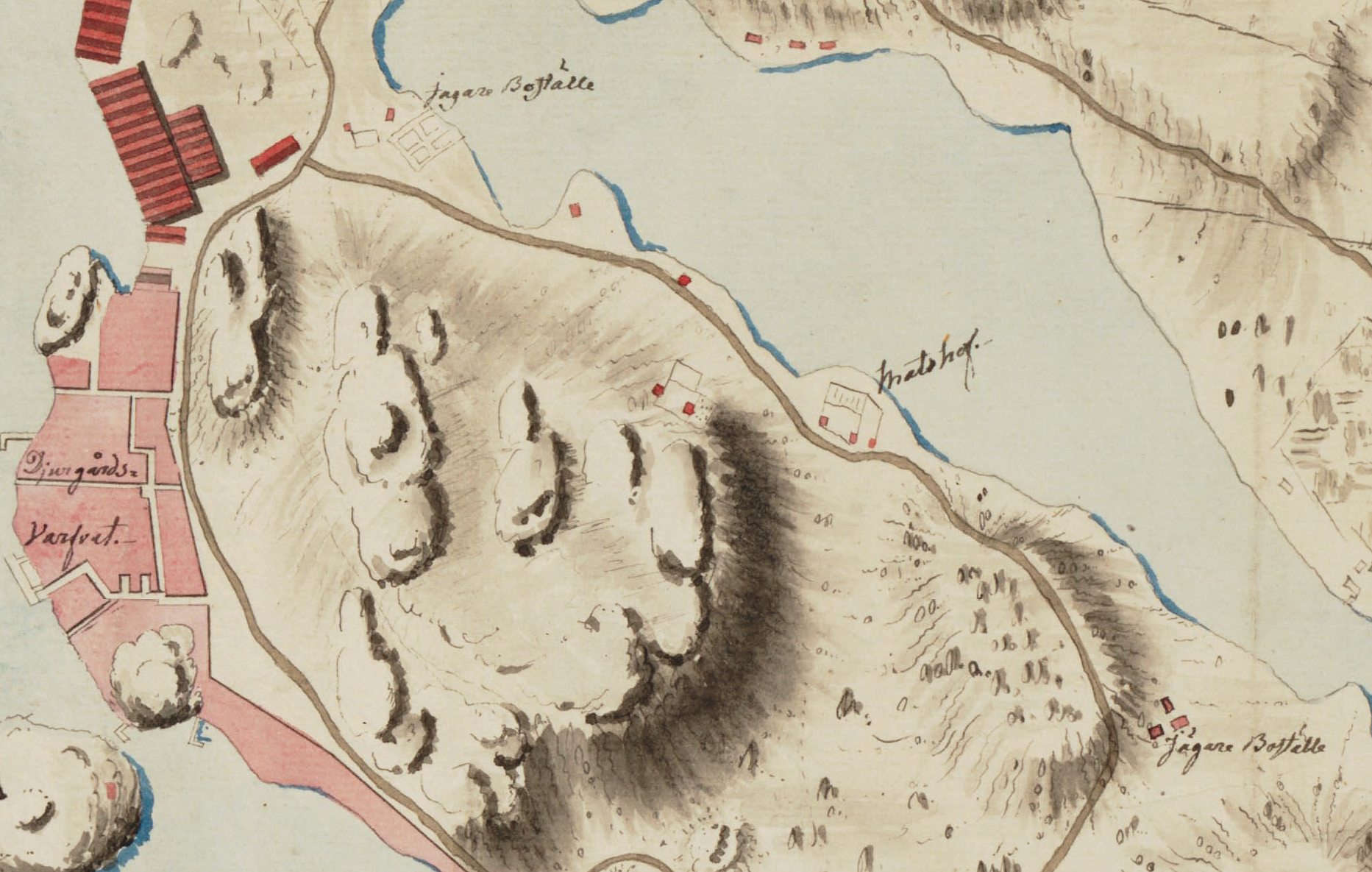
Matshof 1801. Norr är snett upp till höger.

På platsen för Sirishov låg tidigare 1600-tals torpet Cossva, uppkallat efter lantmätaren  Jacob Cosswa (även stavat Kossva). Han och en hovjägare hade uppsikten över Waldemarsön (Djurgården) och han nyttjade stället fram till sin död 1686. 
Därefter köptes Cossvatorpet av Djurgårdsstyrelsen och blev djurgårdsdsinspektörens bostad fram till 1760-talet. Då övergick stället till grosshandlaren von Yhlen, som lät uppföra ett sommarnöje som han kallade Matshof. Det blev ett tvåvånings timmerhus med förstuga, stor sal och två rum på varje sida och var grunden till dagens Sirishov.
Grosshandlaren von Yhlen sålde Matshof till dåvarande direktören i Svenska Ostindiska kompaniet, Carl Gottfried Küsel. Küsel ägde även Villa Alnäs på södra sidan om Djurgården. När han flyttade till Alnäs 1787 överlät han Matshof till handlaren M. Högstadius.

## Sirishovs historik

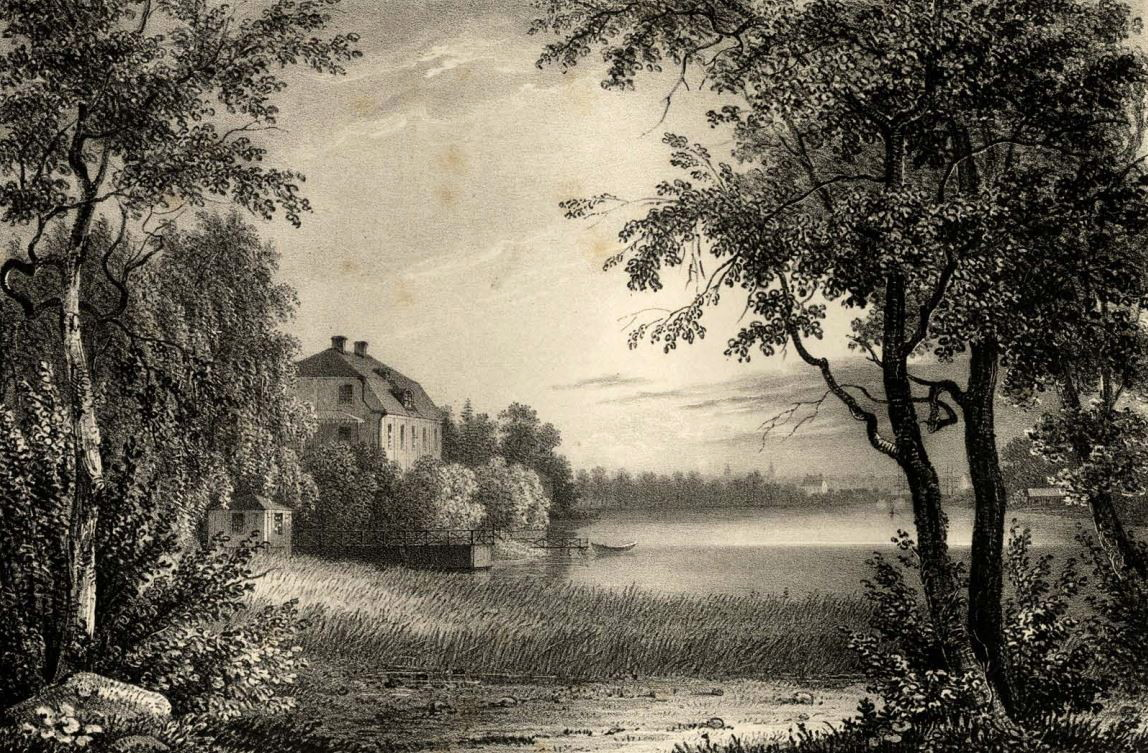
Sirishov på 1830-talet teckning av Carl Johan Billmark.

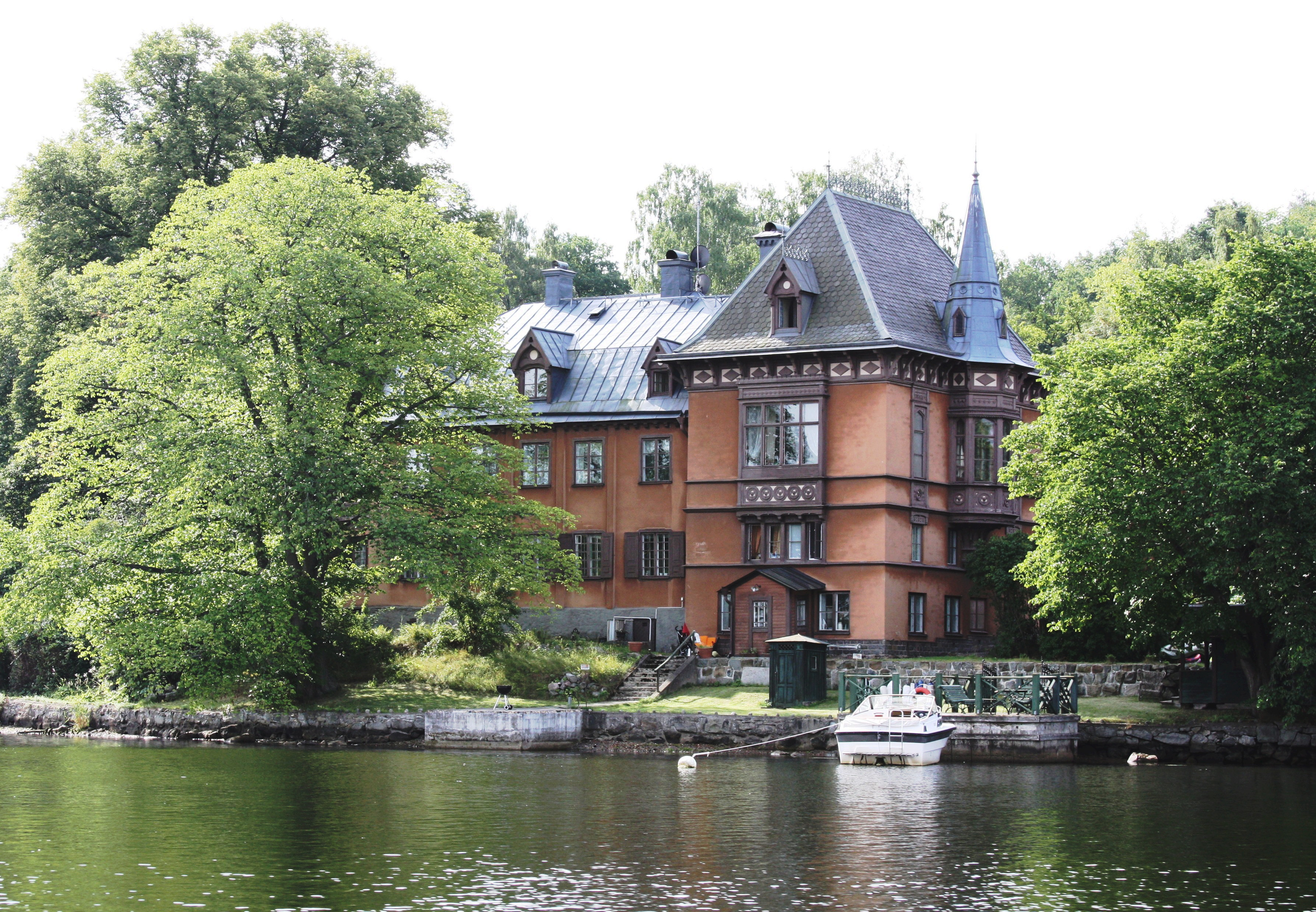
Sirishov, vy från Djurgårdsbrunnsvikens vatten, augusti 2009.

Vid slutet av 1700-talet ägdes stället av  Gustav III:s överkammarherre Sten Abraham Piper, vilken även lär ha stått för namnet Sirishov efter sin favorithund Siri. År 1818 nyttjades byggnaden av grevinnan Aurora Wetterstedt och efter hennes död tillföll egendomen kung Karl XIV Johan som lät en av sina kavaljerer, greve Nils Fredrik Brahe, bo där under sommartid. En veranda i två våningar åt öster tillkom troligen på 1850-talet.
År 1862 såldes stället till riksmarskalk greve Nils Gyldenstolpe. År 1864 eller 1866 köpte bankdirektören A O Wallenberg huset av Gyldensstolpes arvingar som sommarbostad. Under Wallenberg  genomfördes en större ombyggnad av fastigheten. För utformningen stod arkitekt Ernst Abraham Jacobsson som gav byggnaden sitt nuvarande utseende i schweizerstil med höga takfall och torn. 
Efter A O Wallenbergs död stannade villan i släkten. 1896 fick Wallenbergs äldsta dotter Siri Eleonora Wallenberg och hennes make greve Erik Carl Oxenstierna af Korsholm och Wasa (1859-1913) Sirishov som lysningspresent. Hon föddes 1868 i huset och döptes efter villans namn, som då fick en ny innebörd.
När Erik Carl Oxenstierna avled 1913 gick Sirishov i arv till Siri. Under hennes tid blev Sirishov permanentbostad. Efter Siris bortgång 1964 gick äganderätten över till dottern konstnärinnan Sigrid Oxenstierna-Aminoff, som föddes 1904 på Sirishov. Hon nyttjade Nedre Sirishov, det gamla stallet öster om huvudbyggnaden, som sin ateljé.
Fram till 1980-talet hade villan även sin ursprungliga färgsättning kvar, där ljusa putsytor kontrasterade mot utbyggnader och dekorativa detaljer i mörkt trä. År 1989 såldes egendomen till dotterdottern Sofie, gift med Anders Gyllang, men Sigrid disponerade husets övre våningar fram till sin död 1994.